# Aeroportul Inuvik (Mike Zubko)
Aeroportul Inuvik (Mike Zubko) (IATA: YEV, ICAO: CYEV) este un aeroport din Teritoriile de Nord-Vest, Canada ce deservește zona Inuvik. Aeroportul a fost tranzitat în 2021 de 33.021 de pasageri. A fost numit după zona deservită.
Situat la o altitudine de 68 m, aeroportul dispune de o singură pistă.